# Al-Abiar
Al-Abiar (الأبيار, DMG al-Abyār) ist eine Stadt im Munizip al-Mardsch in Libyen, etwa 50 km östlich der Stadt Bengasi und 42 km südwestlich der Stadt al-Mardsch. Für das Jahr 2011 wurde die Bevölkerungszahl auf 32.563 geschätzt.

## Geschichte
Vor 2007 war al-Abiar die Hauptstadt des Munizips al-Hizam al-Achdar.